# Artillery-Spiel

Spielprinzip

Das Artillery-Spiel ist ein Subgenre der Computer-Strategiespiele und meist als rundenbasiertes Mehrspielerspiel ausgelegt, in dem Spieler zwei oder mehrere Artilleriestellungen, d. h. Panzer, Kanonen o. ä., bedienen, um Einheiten der Gegenspieler über eine ballistische Geschossbahn zu treffen und letztlich zu besiegen. Artillery war auch der Name der ersten grafischen Umsetzung des Genres auf dem Apple II von 1980. 1976 erschien in der Zeitschrift Creative Computing der vermutlich erste Vertreter, der noch textbasiert war. Ab MS-DOS 5.0 wurde auf jedem PC das Artillery-Spiel Gorillas mitgeliefert.
Die Gegnerseiten sind meist durch eine Hügellandschaft oder Ähnliches voneinander getrennt. Die Geschosse müssen daher nicht nur den Gegner treffen, sondern durch Einstellen von Abschusswinkel und Feuerkraft auch diese Hindernisse überwinden. Mitunter müssen auch Windrichtung und -stärke berücksichtigt werden.

## Bekannte Vertreter
- Artillery (1976)[1]
- Stone Sling (1981)
- Artillery Duel (1983, Xonox)
- Tank Wars (1986)
- Ballerburg (1987, 2001)
- Bang! Bang! (1990)
- Gorillas (1990)
- Scorched Earth (1991)
- Worms (seit 1995)
- Frontschweine (2000)
- Pocket Tanks
- Scorched 3D (2001)
- Warmux, ehemals Wormux (ab 2002)
- Space Tanks (2003)
- Hedgewars (ab 2004)
- Gunbound (2005)
- Angry Birds (seit 2009)
- ShellShock Live (seit 2015)